# Antonio Luis Galiano Pérez
Antonio Luis Galiano Pérez (Orihuela, Alicante, 20 de julio de 1946) es un ingeniero e historiador español, cronista oficial de Orihuela y actual presidente de la Real Asociación Española de Cronistas Oficiales.

## Biografía
Antonio Luis Galiano es perito e ingeniero técnico industrial por la Escuela de Peritos e Ingenieros Técnicos Industriales de Cartagena y doctor en Historia por la Universidad de Alicante. Compaginó una larga carrera en el Instituto Valenciano de Seguridad y Salud en el Trabajo con su actividad como articulista, científico e historiador. Fue decano del Colegio Oficial de Ingenieros Técnicos Industriales de Alicante, además de dirigir su revista durante más de veinte años. Ha escrito decenas de trabajos de investigación, principalmente dedicados a la historia y tradiciones de Orihuela, entre los que destacan los referidos a las cofradías y otras instituciones religiosas en la Edad Moderna, a las fallas, y sus capítulos para la historia de Orihuela, entre otros. Es Caballero Cubierto (1996) y Maestre de Gobierno de la Real Orden de San Antón de la Ciudad de Orihuela.
El 24 de septiembre de 2004 tomó posesión como Cronista Oficial de Orihuela, y el 20 de octubre de 2012 fue elegido presidente de la Real Asociación Española de Cronistas Oficiales. Entre las numerosas distinciones que ha recibido se encuentra, igualmente, su nombramiento como académico correspondiente de la Real Academia de Cultura Valenciana.